# Kick Up the Fire and Let the Flames Break Loose
Kick Up the Fire, and Let the Flames Break Loose – drugi album brytyjskiej grupy rockowej The Cooper Temple Clause. Został wydany 8 września 2003. Znalazło się na nim 10 utworów. Jest największym osiągnięciem grupy, dotarł do 5. miejsca na listach przebojów w Wielkiej Brytanii. Utwory singlowe to "Blind Pilots" i "Promises, Promises" (znalazł się na ścieżce dźwiękowej FIFA Football 2004).
Tytuł płyty jest cytatem z poematu Philipa Larkina

## Lista utworów

### CD
1. "The Same Mistakes" - 4:52
2. "Promises, Promises" - 3:26
3. "New Toys" - 5:26
4. "Talking to a Brick Wall" - 5:59
5. "Into My Arms" - 6:12
6. "Blind Pilots" 4:01
7. "A.I.M." - 4:58
8. "Music Box" - 6:28
9. "In Your Prime" - 2:14
10. "Written Apology" - 12:40

Japońska wersja albumu zawiera utwór "I Know" jako bonus.

### Bonus DVD
1. "Promises, Promises"
2. "Making Promises, Promises"
3. "Let's Kill Music"
4. "Film-Maker"
5. "Been Training Dogs"
6. "Who Needs Enemies?"
7. "Promises, Promises" (live)
8. "Blind Pilots" (live)
9. "The Same Mistakes" (live)
10. "A.I.M." (live)

### Album Sampler
1. "The Same Mistakes"
2. "Promises, Promises"
3. "Blind Pilots"
4. "New Toys"
5. "Music Box"